# Güira
La güira és un instrument de percussió de la família dels idiòfons propis de la República Dominicana.
En el seu origen remot des dels temps indígenes a la República Dominicana utilitzaven carbassa per crear la güira. Després es va anar desenvolupant el material de què estava fet aquest instrument; ara s'utilitza metall tou com a cos del cilindre amb petits orificis, expulsats de dins cap a fora. El mànec està fet de fusta amb forma quadrada.

## Característiques
La güira és un instrument autènticament popular a la nació dominicana ocupant un lloc important dins del seu patrimoni cultural. Encara que guarda certes semblances amb el güiro o bangaño, es diferencia clarament d'aquest per la seva construcció de metall. El so particular que produeix en ser esquinçat constitueix la base rítmica de la merenga, típic en la República Dominicana.
Actualment, s'utilitza en la secció rítmica de gèneres de música popular dominicana com la bachata i la merenga. La güira es toca sostenint verticalment la seva nansa amb una mà. Amb l'altra mà, una baqueta o «ganxo» que acaba en forma de pues metàl·liques o "grànuls" que presenta la superfície de l'instrument. A Puerto Rico, a la güira se la coneix també com güiro de metall o guiri guiri.

## Intèrprets
Un dels principals intèrprets dominicans de la güira va ser Rafael Martínez Germán, conegut com a "Yapo", qui per 25 anys fou músic i güirero de la banda de Juan Luis Guerra.
Una güira és un instrument de percussió originat a la República Dominicana, on també se l'anomena guiri guiri. La güira és una versió metàl·lica del güiro que es fabrica de carbassa i que s'usa en la música cubana i en la cúmbia freqüentment. El güiro consisteix d'un cilindre de fusta sobre el qual es marquen (en un dels seus costats) un seguit d'estries profundes. La güira, en canvi, està feta de metall. Té una nansa per subjectar l'instrument. Es toca sostenint verticalment per la nansa amb la mà. Es grata amb una pinta de pues metàl·liques.
S'utilitza com a instrument de percussió principal en la merenga. A Argentina és present en els diferents estils musicals de cúmbia: la cúmbia argentina, la cúmbia santafesina, el quartet cordovès, la merenga cordovès, la cúmbia villera i la cúmbia del nord; i aquest instrument és comunament anomenat güiro en comptes de güira.